# Sarah Ines

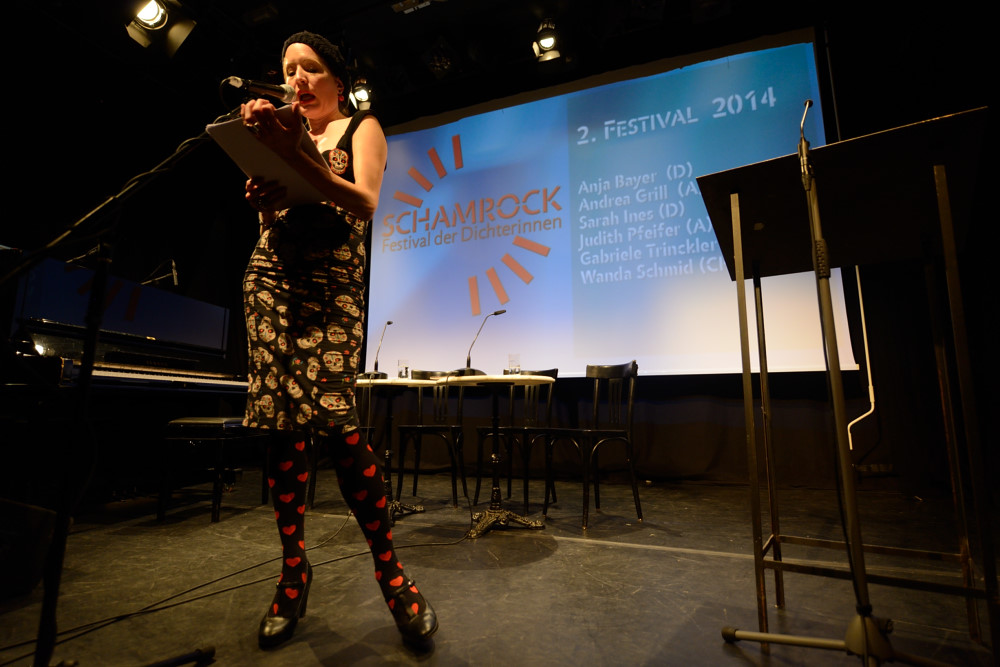
Sarah Ines auf dem Schamrock-Festival der Dichterinnen 2014 München

Sarah Ines (* 8. November 1970 in Düsseldorf, bürgerlicher Name: Sarah Ines Struck) ist eine deutsche Autorin und Vokalistin.

## Leben und Werk
Die Tochter der Schriftstellerin Karin Struck wuchs als Schwester von drei Brüdern unter anderem in Münster, Billerbeck und Hamburg auf. Ihre ersten Verse und Erzählungen schrieb Struck im Alter von dreizehn Jahren. Sie studierte Germanistik/Neuere deutsche Literaturwissenschaft, Orientalistik/Orientalische Philologie und Philosophie an der Christian-Albrechts-Universität zu Kiel. Während ihres Studiums jobbte sie mehrere Jahre in Kieler Bars. Seit 1998 lebt sie in München.
Künstlerisch arbeitet Sarah Ines in den Genres Diary, Poetry, Fiction und Szenisches sowie in und an Cross-Art-Projekten mit bildender Kunst und Musik. Sie veröffentlicht seit 1990/2002 in Anthologien. Ihr Lyrikdebüt »liebe geht durch die haut« erschien 2007 im Storia Verlag. Sie wirkte mit an den Poeticartsprojekten »Madonna sagt ...« von Augusta Laar (München 2003) und »Aphrodite’s Library« von Mary Plant (Zypern 2003). Sie konzipierte zusammen mit dem Klangkünstler Kalle Laar das Projekt »Taunusremix« mit Texten und Tönen von und über Karin Struck, das im Rahmen des »Literaturland Hessen – ein Tag für die Literatur« 2013 im Hessischen Literaturforum im Mousonturm in Frankfurt uraufgeführt wurde. Aktuell arbeitet sie an den Poetryperformanceprojekten »Isar Loreley« und »Women are not present« sowie zusammen mit anderen Künstlern an dem Performanceprojekt »Emanationen – Zukunft der Erinnerungen – Was wir Gutes ausstrahlen« anlässlich fünf Jahre Fukushima.
Sarah Ines war Co-Kuratorin und Mitveranstalterin des Schamrock-Festivals der Dichterinnen 2012 und 2014 in München und Wien. Beim Schamrock-Festival 2016 kuratiert sie einen Länderschwerpunkt Indonesien. Als Vorständin des gemeinnützigen Vereins Karin-Struck-Stiftung e. V. verwaltet die Literaturwissenschaftlerin auch den im Literaturarchiv Monacensia der Landeshauptstadt München liegenden Nachlass ihrer Mutter und veranstaltet die Lesereihe »Duelle mit Spiegelbildern«. Sie ist außerdem als Kulturvermittlerin und Social Media & Public Relations Lady für Kultur und Technologie unterwegs.
Seit 2021 unterrichtet Sarah Ines am Gymnasium der Benediktiner Schäftlarn als Deutschlehrerin. 

## Einzelveröffentlichungen
- liebe geht durch die haut. erotic lyrics & arts. München 2007, ISBN 978-3-9809768-9-3.